# Natació als Jocs Olímpics d'estiu de 1924
Als Jocs Olímpics de 1924 celebrats a la ciutat de París (França) es disputaren onze proves de natació, sis en categoria masculina i cinc en categoria femenina. Les proves es realitzaren entre els dies 13 i 20 de juliol a l'Estadi Olímpic de Colombes i a la Piscina de Tourelles.

## Nacions participants
Hi participaren un total de 169 nedadors, entre ells 51 dones, de 23 nacions diferents:
| - Argentina (4) (homes:4; dones:0) - Austràlia (5) (homes:5; dones:0) - Bèlgica (6) (homes:6; dones:0) - Canadà (2) (homes:2; dones:0) - Dinamarca (4) (homes:0; dones:4) - Estats Units (26) (homes:14; dones:12) - Espanya (4) (homes:4; dones:0) - Finlàndia (2) (homes:2; dones:0) - França (20) (homes:12; dones:8) - Grècia (1) (homes:1; dones:0) - Hongria (5) (homes:5; dones:1) - Itàlia (6) (homes:6; dones:0) | - Iugoslàvia (6) (homes:6; dones:0) - Japó (6) (homes:6; dones:0) - Luxemburg (4) (homes:2; dones:2) - Nova Zelanda (2) (homes:1; dones:1) - Noruega (1) (homes:1; dones:0) - Països Baixos (12) (homes:8; dones:4) - Portugal (1) (homes:1; dones:0) - Regne Unit (26) (homes:15; dones:11) - Suècia (14) (homes:9; dones:5) - Suïssa (2) (homes:2; dones:0) - Txecoslovàquia (9) (homes:6; dones:3) |

## Resum de medalles

### Categoria masculina
| Prova                     | Or                                                                                                  | Or      | Argent                                                                                  | Argent  | Bronze                                                                                  | Bronze  |
| 100 m lliures detalls     | Johnny Weissmuller                                                                                  | 0:59.0  | Duke Kahanamoku                                                                         | 1:01.4  | Samuel Kahanamoku                                                                       | 1:01.8  |
| 400 m lliures detalls     | Johnny Weissmuller                                                                                  | 5:04.2  | Arne Borg                                                                               | 5:05.6  | Boy Charlton                                                                            | 5:06.6  |
| 1.500 m lliures detalls   | Boy Charlton                                                                                        | 20:06.6 | Arne Borg                                                                               | 20:41.4 | Frank Beaurepaire                                                                       | 21:48.4 |
| 100 m esquena detalls     | Warren Kealoha                                                                                      | 1:13.2  | Paul Wyatt                                                                              | 1:15.4  | Károly Bartha                                                                           | 1:17.8  |
| 200 m braça detalls       | Robert Skelton                                                                                      | 2:56.6  | Joseph De Combe                                                                         | 2:59.2  | William Kirschbaum                                                                      | 3:01.0  |
| 4 x 200 m lliures detalls | Estats UnitsRalph Breyer · Harrison Glancy · Richard Howell · Wallace O'Connor · Johnny Weissmuller | 9:53.4  | AustràliaFrank Beaurepaire · Boy Charlton · Moss Christie · Ernest Henry · Ivan Stedman | 10:02.2 | SuèciaÅke Borg · Arne Borg · Thor Henning · Gösta Persson · Orvar Trolle · Georg Werner | 10:06.8 |

### Categoria femenina
| Prova                     | Or                                                                                   | Or     | Argent                                                                     | Argent | Bronze                                                              | Bronze |
| 100 m lliures detalls     | Ethel Lackie                                                                         | 1:12.4 | Mariechen Wehselau                                                         | 1:12.8 | Gertrude Ederle                                                     | 1:14.2 |
| 400 m lliures detalls     | Martha Norelius                                                                      | 6:02.2 | Helen Wainwright                                                           | 6:03.8 | Gertrude Ederle                                                     | 6:04.8 |
| 100 m esquena detalls     | Sybil Bauer                                                                          | 1:23.2 | Phyllis Harding                                                            | 1:27.4 | Aileen Riggin                                                       | 1:28.2 |
| 200 m braça detalls       | Lucy Morton                                                                          | 3:33.2 | Agnes Geraghty                                                             | 3:34.0 | Gladys Carson                                                       | 3:35.4 |
| 4 x 100 m lliures detalls | Estats UnitsEuphrasia Donnelly · Gertrude Ederle · Ethel Lackie · Mariechen Wehselau | 4:58.8 | Regne UnitFlorence Barker · Constance Jeans · Grace McKenzie · Iris Tanner | 5:17.0 | SuèciaAina Berg · Gurli Ewerlund · Wivan Pettersson · Hjördis Töpel | 5:35.6 |

## Medaller
| Posició | País         | Or | Argent | Bronze | Total |
| 1       | Estats Units | 9  | 5      | 5      | 19    |
| 2       | Regne Unit   | 1  | 2      | 1      | 4     |
| 3       | Austràlia    | 1  | 1      | 2      | 4     |
| 4       | Suècia       | 0  | 2      | 2      | 4     |
| 5       | Bèlgica      | 0  | 1      | 0      | 1     |
| 6       | Hongria      | 0  | 0      | 1      | 1     |